# Équipe cycliste Benediction Kitei Pro 2020
L'équipe cycliste Benediction Kitei Pro 2020 est une équipe cycliste rwandaise, ayant le statut d'équipe continentale de 2019 à 2022.

## Principales victoires

### Championnats nationaux
- Championnats du Rwanda sur route : 2
  - Course en ligne : 2023 (Patrick Byukusenge)
  - Contre-la-montre : 2023 (Moise Mugisha)

## Classements UCI
L'équipe participe aux épreuves des circuits continentaux et en particulier de l'UCI Africa Tour. Les tableaux ci-dessous présentent les classements de l'équipe sur les différents circuits, ainsi que son meilleur coureur au classement individuel.
UCI Africa Tour
| UCI Africa Tour | UCI Africa Tour        | UCI Africa Tour                           | UCI Africa Tour |
| Année           | Classement par équipes | Meilleur coureur au classement individuel |                 |
| --------------- | ---------------------- | ----------------------------------------- | --------------- |
| 2019            | 3e                     | Didier Munyaneza (35e)                    |                 |
| 2020            | 3e                     | Didier Munyaneza (22e)                    |                 |
| 2021            | 4e                     | Joseph Areruya (24e)                      |                 |
| 2022            | 2e                     | Eric Manizabayo (26e)                     |                 |
|                 |                        |                                           |                 |
| Source : UCI    |                        |                                           |                 |

L'équipe est également classée au Classement mondial UCI qui prend en compte toutes les épreuves UCI et concerne toutes les équipes UCI.
| Classement mondial | Classement mondial     | Classement mondial                        | Classement mondial |
| Année              | Classement par équipes | Meilleur coureur au classement individuel |                    |
| ------------------ | ---------------------- | ----------------------------------------- | ------------------ |
| 2019               | -                      | Didier Munyaneza (666e)                   |                    |
| 2020               | 115e                   | Didier Munyaneza (703e)                   |                    |
| 2021               | 128e                   | Joseph Areruya (652e)                     |                    |
| 2022               | 124e                   | Eric Manizabayo (696e)                    |                    |
|                    |                        |                                           |                    |
| Source : UCI       |                        |                                           |                    |

## Benediction Ignite en 2022
| Cycliste                | Date de naissance | Nationalité                      | Équipe 2021                     |  |
| ----------------------- | ----------------- | -------------------------------- | ------------------------------- |  |
| Joseph Areruya          | 1er janvier 1996  | Rwanda                           | Benediction Ignite              |  |
| Patrick Byukusenge      | 1er juin 1991     | Rwanda                           | Benediction Ignite              |  |
| Loïc Tshiyana Kamena    | 25 mai 2000       | République démocratique du Congo | Benediction Ignite              |  |
| Stevan Kervadec         | 13 novembre 1993  | France                           | Yeoleo Test Team p/b 4Mind      |  |
| Sadikou Jérémie Kossoko | 8 novembre 1998   | Cameroun                         |                                 |  |
| Daniel Leithner         | 12 janvier 1991   | Allemagne                        | Yeoleo Test Team p/b 4Mind      |  |
| Eric Manizabayo         | 28 août 1997      | Rwanda                           | Benediction Ignite              |  |
| Didier Munyaneza        | 1er janvier 1998  | Rwanda                           | Benediction Ignite              |  |
| Yves Nkurunziza         | 13 janvier 2000   | Rwanda                           | Benediction Ignite              |  |
| Jean Bosco Nsengimana   | 4 novembre 1992   | Rwanda                           | Benediction Excel Energy (2019) |  |
| Janvier Rugamba         | 31 décembre 1998  | Rwanda                           | Benediction Ignite              |  |
| Uwiduhaye               | 15 août 1997      | Rwanda                           | Benediction Ignite              |  |